# Наша младшая сестрёнка
«Наша младшая сестрёнка» (англ. Our Little Sister) (в оригинале «Дневник приморского городка» (яп. 海街diary умимати дайари:) — кинофильм режиссёра Хирокадзу Корээды, вышедший на экраны в 2015 году. Лента основана на манге Акими Ёсиды «Дневник приморского городка».

## Сюжет
Три уже взрослые сестры живут вместе в старом доме в Камакуре, где их вырастила ныне покойная бабушка, у которой дети остались на руках после расставания родителей. Узнав о смерти своего отца, девушки отправляются на похороны в глухой городок и впервые встречают свою младшую сестру-подростка Сюдзю, родившуюся во втором браке отца и ухаживавшую за ним до самой смерти. Они приглашают её переехать к ним, и вскоре девочка появляется в их старом доме. Её присутствие способствует их попыткам понять, каким человеком был их отец, примириться с матерью и осознать те родственные узы, которыми они связаны.

## В ролях
- Харука Аясэ — Сати Кода
- Масами Нагасава — Ёсино Кода
- Кахо — Тика Кода
- Судзу Хиросэ — Судзу Асано
- Рё Касэ — Ёсими Сакасита
- Рёхэй Судзуки — доктор Ясуюки Инуэ
- Дзюн Фубуки — Сатико Ниномия
- Кирин Кики — Фумиё Кикути
- Синити Цуцуми — доктор Кадзуя Сиина
- Синобу Отакэ — Мияко Сасаки

## Награды и номинации
- 2015 — участие в основной конкурсной программе Каннского кинофестиваля.
- 2015 — участие в конкурсной программе Гентского кинофестиваля.
- 2015 — приз зрительских симпатий на кинофестивале в Сан-Себастьяне.
- 2015 — две премии «Майнити»: лучшая актриса (Харука Аясэ), лучшая актриса второго плана (Масами Нагасава).
- 2016 — две номинации на Азиатскую кинопремию: лучший режиссёр (Хирокадзу Корээда), лучшая актриса (Харука Аясэ).
- 2016 — 5 премий Японской киноакадемии: лучший фильм, лучший режиссёр (Хирокадзу Корээда), лучшая операторская работа (Микия Такимото), лучшее освещение (Норикиё Фудзии), дебютант года (Сюдзю Хиросэ). Кроме того, лента получила ещё 8 номинаций: лучший сценарий (Хирокадзу Корээда), лучшая актриса (Харука Аясэ), лучшая актриса второго плана (Масами Нагасава и Кахо), лучшая работа художника (Кэйко Мицумацу), лучший монтаж (Хирокадзу Корээда), лучшая музыка (Ёко Канно), лучший звук (Ютака Цуримаки).